# 丸呑み (アダルトゲーム)
『丸呑み』（まるのみ）は同人ブランドベェーカリィーが製作、2010年7月25日に発売したアダルトゲームである。

## 概要
同人ブランドベェーカリィーが製作、2010年7月25日に発売したアダルトゲームである。主人公は肉塊の化け物となり、ターゲットとなる女性と交戦して捕食、自身の体内に引きずり込んで陵辱するという、異生物陵辱系のゲーム内容となっている。ゲームタイトルの『丸呑み』は、ターゲットを捕食するための行動に由来する。
本作は発売初期デジ同人の形式で公開され、デジ同人のダウンロードサイト複数においてダウンロード数上位ランキングを果たしている。同年10月15日にパッケージ版が発売されている。

## あらすじ
チュートリアルの意味合いを持つ、彩文をターゲットとする導入パートは、10年ほど過去の出来事である。ゲーム本編は彩文が主人公に捉えられてから約10年後、彩文が通っていた央華付属校の近辺を作品舞台とする。
央華付属校では、ある怪談が代々語りつづけられていた。それは10年ほど前に実際に起こった実話に基づくものであり、知っている場所と見知らぬ場所が繋がった不思議な世界で、見たこともないような怪物に襲われるというものであった。体育館で卒業式の予行演習をしていた同校の5名の女の子と1名の男の子が、怪談と同じように霧が現れてその霧に掻き消されるように閉鎖空間に捕らえられるところからゲームは始まる。

## 登場キャラクター
主人公
生ゴミ臭の、ミミズのような形状の10m規模の肉塊の化け物。本能の赴くままに、女性を自身の体内に取り込んで陵辱することを目的に行動している。その行動を実現するため、現実空間から隔離された閉鎖空間を作り出す能力、その空間に現実空間を繋いでターゲットを迷い込ませる能力を備えている。また、化け物本体とは別に触手を備えており、閉鎖空間において通路に触手を配置することで、その通路に入り込んだターゲットを足止めにする効果、戦闘時に補助攻撃を掛ける効果などを備えている。
なお、化け物に変化する前、主人公は人間であった。変化の経緯については後述する。

### 犠牲者一群その1
ゲーム本編前に狩場に閉じ込められるキャラクターを記す。
南川彩文（みなみかわあやふみ）
本作の最初の犠牲者。卒業式の予行演習の時に、幼馴染にして親友の麻尋とともに、主人公が作り出した閉鎖空間「狩場」に閉じ込められる。この事件の数日前に、麻尋を裏切って好きな男の子、武とのデートを優先したため、この事件はその罰だと思っており、自身が囮となって麻尋を逃す行動に出る。その結果、麻尋は逃げ延びることになるが、彩文は主人公に捕まり、陵辱され、体内に取り込まれて10年経過して今に至る。既に当時の記憶を失っており、主人公の一部となって本作のガイド役として行動する。

### 犠牲者一群その2
ゲーム本編初期から狩場に閉じ込められるキャラクターを記す。
高澤舞鳥（たかざわまいとり）
凪のことが好きな、嫉妬深い少女。
幼い頃に両親が離婚し、それをネタに苛められているところを凪に助けてもらい、それ以来、凪を頼っている。しかし逆に、様々な危機に遭遇した時は常に凪が近くにいたため、困った時には誰かに助けてもらうという考えが身に染み付いており、助けのいないときには空想して現実逃避してしまう癖がある。
神谷千理（かみやちり）
赤い長髪の少女。幼い頃に親を亡くしているが、多大な財産を受け継いでいるため、生活に不自由はしていない。成績は優秀。他のキャラクターと比べて成長が著しく遅く、央華付属校の最高学年にもかかわらず、他の下級生よりも背が低いことを悩んでいる。
いつも舞鳥の近くにいた凪は、事件の間、千里と共に行動している。
凪奈多七海（なぎなたななうみ）
凪の妹。心臓喘息、低い免疫力、完全に機能していない肝臓や腎臓などを抱えた、病弱な少女。国に認可されていない病気も患っており、多大な治療費など、普段からまわりの人に迷惑を掛けていると感じている。
幼い頃に離婚して母子家庭で暮らしてきたが、母を過労で亡くし、離婚した父の家に引き取られ、父と共に別れた凪と再会することになる。
存在するだけで迷惑がられることの多い中、自分というものがなく、妹のことを迷惑と考えない凪のことを嬉しく思っている。
凪奈多七空（なぎなたななぞら）
本作に登場する唯一の男性。通称「凪」。千里と行動を共にしており、千里を攻撃対象とすると常に千里を庇うように立ち塞がる。自分というものがない性格で、自分が好きだからそうするのではなく、他人に望まれたからそうするという性格。それによって自身を不幸に追い込んでいくこととなるが、そのようなシチュエーションに陥ってもなおその考えの基本線は変わらない。
ロサ・カナレス（Rosa Canales）
足が不自由で車椅子に乗っているの金髪の女の子。スペイン人とアメリカ人のハーフ。赤いリボンを付けている。常に三弥と一緒に行動しており、狩場の中でも一緒である。負けん気が強く、好意や感謝の気持ちを伝えるのが不得意な性格。
三弥との出会いは、公園でロサの車椅子が三弥の足を轢いてしまうことから始まる。二人はそのまま殴り合いの喧嘩となり、ロサの勝利に終わるが、喧嘩しているうちに車椅子が遠くに行ってしまい、戻れなくなったロサの手元に車椅子を戻したのは三弥だった。そんな出来事がきっかけとなり、以来二人は行動を共にしている。
怪物と化した主人公が徘徊する狩場においては一見すると一緒にいては足手まといになりそうなロサであるが、三弥が襲われた時には自らを犠牲に三弥を助けるほどの行動力を見せる。
渡邉三弥（わたなべみや）
ダボダボの制服と裾の短いスカートが特徴的な女の子。その特徴的な衣装は、貧乏な家に生まれたために、制服を何度も買い換えなくても済むようにと大きめの制服を買い与えられたことと、貰い物のためにサイズの会わないスカートを使っていることによる。常にロサと行動しており、狩場の中でも一緒である。

### 犠牲者一群その3
ゲーム途中から狩場に追加で閉じ込められるキャラクターを記す。
小形紅絵（おがたべにえ）
喧嘩っ早く、男勝りな性格。
志野雪奈（しのゆきな）
魔法少女のコスプレ衣装を着た少女。自身の意志ではなく狩場に無理やり引き込まれた者の大半は央華付属校の生徒であるが、雪奈だけは央華付属校とは無縁の者である。
親を事故で失い、親戚の家に預けられることとなったが、その夜からずっと、20歳くらいの義理の兄によって性的な行為を強いられることとなる。様々なコスプレ服を着せられては性的な行為を強いられ、一線だけは越えずにいられたある日、狩場に閉じ込められてしまう。

### 犠牲者一群その4
自らの意志で狩場に入り込むキャラクターを記す。
ドリス・ファリノス（Doris Farinos）
迷彩服を着たドイツ人女性。毒を塗った特注のダガーナイフによる近接戦を得意とする。ズボンの服擦れの音が気になるため、任務中はスカート姿で通している。
過去に傭兵のリーダー格としての経験を持ち、レギーナの兄フェージャを部下に持ったこともある。臆病で傭兵には不向きなフェージャとの会話を楽しんでいる自身が、彼に惹かれていることに薄々気付いていたが、戦場でのそうした感情は足を引っ張るものだと考えており、彼にも常々、危機に陥ったら仲間を見捨ててでも自身の命を優先するように説いていた。そんな中、スナイパーが待ち受ける森林の中でフェージャが急所を外した形で狙撃され、フェージャを救いに出るかフェージャを犠牲に戦略的撤退を行うかを迫られ、後者を選択、フェージャは敵になぶり殺しにされる。しかし、その行動が正しいものであったか迷い続けており、今回、鈴蘭から千里を救出するという依頼を受けるまで傭兵業からは遠ざかっていた。
今回の戦場でロサが自らを犠牲に三弥の窮地を助けたことを目撃し、本当はフェージャを助けたかったのだと思い返す。そして、これまでであれば任務外の人を助けることなど考えられなかったドリスは、三弥を助けることを決意する。
レギーナ・サヴァアロワ（Regina Savialove）
長髪ツインテールの少女。アサルトライフルによる中距離戦を得意とする。
ドリスと同じく孤児の経歴を持つが、1人で生きてきたドリスとは異なり、兄フェージャと一緒に生きてきた。兄は常々、この世のどこかに、誰も互いの幸せを奪い合うことのない、理想郷が存在すると妹に説いており、そのような丘で兄と共に過ごすことを夢見ていたレギーナだった。しかし、兄はレギーナを養うために傭兵として戦地に出かけ、帰らぬ人となる。神を信じて妹には理想を説きながら、自身は現実に逆らえず死んでいった、その兄に怒りを覚えつつ、身寄りのいないレギーナはドリスと共に過ごし、今に至る。
今回の事件には興味半分で参加するが、ターゲットの記憶から作られる狩場の中で、最も嫌いな場所、兄に常々教えられてきた理想郷を見せられ、それを作り出した主人公を破壊する決意をする。
鈴蘭（すずらん）
着物姿の少女。千里を従妹に持ち、ドリスやレギーナにとっては千里救出の依頼主でもある。主人公の作り出す狩場に自由に出入りする不思議な力を持つ。
ある事情から、主人公と共に生きる、あるいは主人公と共に死ぬ権利が自分にはあると考えており、事件の再発によって主人公が作り出している狩場の位置を知り、自ら狩場に入り込んでいく。
アールゥ
小人に羽が生えたような容姿の、風の妖精。気まぐれな性格で、その気まぐれさが今回の一連の事件の元凶であった。その後、鈴蘭と一緒に過ごすにつれ、人の考えを理解し、そして事件を引き起こした自身の気まぐれな行動を後悔し、主人公に会いにいく決意をする。
緒澄麻尋（おすみまひろ）
彩文の親友。10年前の事件の被害者の一人だったが、彩文に助けられて閉鎖空間から逃げ延びることができた。自分を庇ってくれた彩文に報える人生を歩もうと誓い、今は彩文に会えることをどこかで期待しながら、央華付属校の教師を務める。幼い頃は泣き虫であったが、事件をきっかけに強い人間になりたいと格闘技を習ったなどの経緯からそのような面影はなく、どちらかといえば手が早い教師と言われている。但し、暴力教師ではなく、生徒想いの親身な先生とも評価されている。
央華付属校を古くから知る者にとっては、卒業式直前に生徒が失踪することは10年前の事件の再来を意味することであった。そして、前回彩文に助けられたことから、今回も自身が狩場に入ることができれば生徒を救い出すことができるのではないかと考え、狩場に入る力を持つ鈴蘭を偶然見つけ、共に狩場に向かう。先のような経緯から格闘技を身につけており、近接戦を得意とする。

## システム
本作のシステムは大きく、MAPを用いた行動選択システム、戦闘システム、戦闘後の成長システムに分けられる。

### MAPシステム
MAPは地上2階地下1階の、計3階で構成される。各フロアは、複数のエリアが通路で結ばれた状態となっており、一部の通路には昇降するための階段が設けられている。これが、現実空間から隔離された閉鎖空間「狩場」である。主人公には作り出した「狩場」を現実空間から隔離したまま維持する力「狩場維持力」が設けられており、時間経過、交戦を始めた後での逃走、戦闘敗北などによって減少していく。「狩場維持力」が0になると「狩場」は失われ、捕食できなかったターゲットは現実世界に開放され、ゲームオーバーとなる。ターゲットとなる女性は、ゲーム初期から複数存在し、プレイ状況に応じて追加されていく。また、狩場維持力が0になる前に狩場から離脱するターゲットも一部存在する。
狩場のエリアは屋内の場合もあれば屋外の場合もあり、屋外を走っているつもりがいつの間にか地下通路になっているといったように、空間が捻じ曲がっている。これらのエリアはいずれかのターゲットが現実世界で記憶していた場所であることが、作中で示されている。そのため、ターゲットが主人公に捕食されるなどのゲーム進行に応じて、一部のエリアが通行不可能となる場合がある。主人公もターゲットも、基本、隣接した通路あるいはエリアのみに移動することが可能である。前述のように一部のエリアが通行不可能となると、袋小路となる場所が発生することになる。これはターゲットを追い詰めていく上で有利な場所となる。
ターゲットは通常MAP上には表示されておらず、ターゲットの体力が低下している場合や念力を使用している場合など、限られた状況でのみターゲットの位置を正確に確認することが可能となる。また、階ごとに気配を示すゲージがあり、これによって捕食していないターゲット数を確認することが可能となっている。ターゲットの位置や気配の確認は他の階についても自身のいる階同様となっている。これらの情報を元に、大抵の場合はターゲットの位置を推測しながらターゲットを追い込んでいくことになる。
主人公は本体以外に触手を持っており、狩場の全フロアの中から通路1箇所に触手を配置することが可能となっている。触手を配置した箇所にターゲットが侵入すると、ターゲットの足留め効果が発生する他、戦闘シーンに入るとターゲットを攻撃する上で有利な展開が得られる仕組みとなっている。触手は配置後に徐々に成長していき、足留めや戦闘補助の効果は触手の成長によって高まっていく。触手は一度配置すると、成長度合いが100%になるまでは触手を新たな場所に配置できなくなるため、どこの通路に触手を設置するかは戦略性のあるものとなっている。

### 戦闘システム
本作の戦闘システムは、カードバトル様のものとなっている。戦闘開始後、主人公およびターゲットにはターンごとに6枚のカードがランダムに配られ、そのカードの中から3枚のカードを選択、それが1ターン（3交戦）の行動となる。自他のカード選択に応じて攻守の相性が決定、それをベースにHPの増減、ターゲットとの対峙距離の変動、ターゲットの逃走の成否などが決まるというシステムである。カードは1ターンごとに全カードが差し替えられる。主人公には6枚以外に1枚の「逃走」カードがあり、これを選択すると交戦を行わずに逃げることになる。自他のカードの組合せは攻守の相性となるが、それによって結果が固定的に決まっているわけではない。例えばHPの増減量は、主人公の身体能力値などのような他の要因が影響するほか、ランダム要素も設けられている。
ターゲットは個々の性格や背景から戦闘時の行動が大きく異なり、積極的に逃走を図ろうとするものや、積極的に交戦を試みるものなど様々である。また、配られるカードはランダムであるものの、積極的に逃走を図ろうとするターゲットには「逃走」「全力逃走」が多く配られ、接近戦を得意とするターゲットには「接近」が多く配られるなどのように、ターゲットの特性によって偏りが存在するほか、一部のターゲットにはターゲット固有のカードも存在する。
ターゲットとの対峙距離には「長距離」「中距離」「近距離」「鼻先」の4段階が存在する。ターゲットの攻撃には適正とされる距離が設定されており、距離によってダメージ量が変動するほか、適正距離での攻撃時には、主人公の防御を無視するなどの特殊効果をもたらすものも存在する。
戦闘は以下のいずれかの条件によって終了することになる。
- 勝利条件
  - ターゲットに対する「呑み込む」「丸呑み」が成功する
- 中立条件
  - 1度も交戦することなく、主人公が「逃走」を選択する
- 敗北条件
  - 1度以上交戦した後で、主人公が「逃走」を選択する
  - ターゲットの「逃走」が成功する
  - 主人公のHPが一定値以下となり、地面に倒れこんでしまう

勝利条件を見れば判るように、ターゲットのHPをいくら減らしても勝利できず、ターゲットのHPを一定値以下に減らしたときに出現するカード「呑み込む」「丸呑み」を選択して成功させる必要がある。なお、「呑み込む」「丸呑み」の成功率には、ターゲットの呑み込み難度、ターゲットとの対峙距離、ターゲットが体勢を崩しているかなどの様々な状況が影響している。
敗北条件に主人公のHPが一定値以下となるケースが挙げられているが、主人公がいくら攻撃を受けたとしてもHPは1までしか下がらず、戦闘後、急速にHPは回復するため、攻撃そのものによってゲームオーバーになることはない。但し、敗北条件による戦闘終了の場合には「狩場維持力」が減少することになり、その意味でゲームオーバーに近づくことになる。
ターゲットが触手の配置された通路に差し掛かると、ターゲットの足留め効果が発生することは前述の通りである。この状況でターゲットと接触すると、ターゲットの体勢が崩れた状態から戦闘が始まることになる。また、毎ターン終了後、触手による補助攻撃が発生し、ターゲットのHPを削ってくれることになる。
ターゲットの中には常に行動を共にしている者もいるほか、偶然に同じ場所に複数のキャラクターが鉢合わせになる場合もある。そのような場面で戦闘が発生することもある。その場合には、戦闘の先頭でどのキャラクターをターゲットとするかを選択してから戦闘を始めることになる。このとき、選択しなかったキャラクターは、戦闘ターン終了後に主人公における触手と同様、ターゲットサイドの補助攻撃を仕掛けてくることがある。一度ターゲットを選択して以降は、ターゲットを自由には選べない。既に選択しているターゲットが逃走した場合、残りのキャラクターの中からランダムに次のターゲットが決定されることになる。

### カードの種類
用意されるカードは以下の通りである。カード末尾に"*"マークが付与されているものは、主人公には選択できないものを意味する。
- 攻撃行動
  - 呑み込む - ターゲットを捕食する
  - 丸呑み - 呑み込みの上位技で必殺技の一部として扱われる、1周回あたり3回の使用回数制約がある
  - 体当り - 体勢崩し効果あり
  - 突進 - 命中力低、高威力、体勢崩し効果あり
  - 反撃 - 敵の攻撃効果を無効化して反撃する
  - 叩き付ける - 逃走妨害効果
  - 凶器攻撃*、銃器攻撃*、格闘*  - ターゲット固有の攻撃
- 移動行動
  - 接近 - 1段階接近する
  - 距離を取る - 1段階距離を取る
  - 突撃 - 攻撃を受けるとダメージを軽減させて接近する
  - 立ち塞がる - 逃走無効化、ターゲットが逃走を選択している場合はその分接近することが可能
  - 懐に入る* - 近接戦闘を得意とするターゲットが近接戦闘に持ち込むための移動行動
- 補助行動
  - 引掛ける - 逃走妨害、成功時に体勢崩し効果あり
  - 溜め - 次の攻撃におけるダメージを増大
  - 防御行動 - 防御に専念して相手からのダメージを軽減する
  - 隠れる - 地形を考慮して相手からのダメージを回避する
  - 狙う - 次の攻撃が必ず命中する
- 逃走行動
  - 逃走
  - 全力逃走* - 体力を消費して通常よりも長い距離逃走する
  - 強行突破* - 逃走妨害系の技を無効化して逃走する。但し攻撃には無防備。
  - 不意を突く* - 呑み込み系の行動を回避して大きく逃走する。
- 必殺技 - 成長システムにあげたいずれかの技を使用する。ターゲットサイドでは、必殺技を複数回使用できる者、主人公が使用できない必殺技を持つ者もいる。

## 成長システム
主人公は戦闘後に経験値を得ることができ、事前に定められた経験値を得る度にレベルアップしていくという成長システムが設けられている。レベルアップにより、体長が伸びることで最大HPが増加するほか、6種類のいずれかのタイプの追加成長を選択することが可能となっている。
- 打撃攻撃 - 「体当り」「突進」「反撃」の威力を高める
- 特殊攻撃 - 「叩き付ける」「狙い撃つ」の威力を高める
- 補助攻撃 - 「溜め」の威力や体勢崩しの確率を高める
- 基礎上昇 - HPおよび呑み込み確率の上昇
- 必殺取得 - 1戦闘に1度だけ使用可能な、以下のいずれかの能力を使用可能とする、あるいは既に使用可能となった能力の効果を高める
  - Xカウンター - 特定の技を無効化して数倍にして反撃する
  - 衝撃波 - ターゲットに必ず命中するダメージ技
  - 神経毒 - 攻撃成功によってターゲットの行動を鈍らせる
  - 超回復 - HP回復、高レベルになることで毎ターン回復などの効果もある
- 同化 - 既に呑み込み済みの特定のターゲットと精神同化することができる

「狩場維持力」が0になるか、（捕食あるいは離脱によって）ターゲットが狩場からいなくなるとゲームオーバーとなる。ゲームオーバーとなった場合、その能力の一部を引き継ぐことができるようになっており、それによって次の周回をより有利な状態から始められるようになっている。

## 事件の真相
本作の主人公は肉塊の化け物であるが、化け物と化す前は人間であり、医師を職としていた。彼は、人は次の世代に空席を作るために死んでいき、そして空席に生を宿すと考えていたが、天才は他者に空席を明け渡す必要はない、つまり自身は永遠に生きて人を助ける医師を永遠に続けていくべきだと考えるようになる。
そのような場面に風の妖精アールゥが現れる。アールゥが差し出すのはサッカーボールほどの大きさの肉塊で、これを食べることによって永遠の命が授けられるという。そして、主人公はその肉塊を食べる決意をする。こうして永遠の命を得た主人公だが、妻や娘が老衰で死んでいく姿を見守るうち、人を助けたいという当初の考えは薄れていった。
その肉塊は、妖精の世界で苗床蟲と呼ばれている生物であった。生命力が強くて寿命を持たず、そして、その肉を食べると永遠に生きられるようになると噂されていた。アールゥが肉塊を主人公に差し出したのは、妖精にとってはごく普通の「永遠に生きる」ということを、寿命のある生物が行ったらどのように生きていくのかを観察したかったという、気まぐれな理由からであった。確かに主人公は老化しない体となったが、生命力の強い苗床蟲は主人公の体内で生き延び、長い年月ののちに主人公の体は蝕まれ、ついには主人公自身が苗床蟲に変容することとなった。そして、苗床蟲の持つ危険な特性、人型生物であればどのような生物でも呑み込んで体内で陵辱する、そのために現実世界から切り離された狩場を作りだしてターゲットを引き込む力を身につけ、今回の集団失踪事件に発展することとなった。
鈴蘭と千理は、戦禍の中で捨てられていたところを人間だった頃の主人公に拾われた子供である。人から見捨てられ人間として生きていくことができない子供に、人間としての枠から外れた自身と同じ境遇を感じながら、仲間、つまり永遠に生きる種族を作ろうと、自身の血を輸血する実験を始める。鈴蘭は主人公の娘が死んですぐに拾った子供で、人間の頃の主人公とある程度の年月を過ごしている。その間に主人公の血を輸血してもらっており、それによってほとんど老化しない体となっている。実際、既に主人公と別れてから数十年が経過しているが、容姿はほとんどその頃のままとなっている。また、主人公が苗床蟲に変容するまでの経緯を知っているほか、アールゥとも知り合いである。千理は、主人公が苗床蟲に変容した頃はまだ赤ちゃんであったため、千理はそういった背景事情を知らない。但し、千理も少ないながらも輸血を受けており、成長の速度はかなり抑えられている。
通常、苗床蟲は一度獲物を捕獲すると獲物を半永久的に体内に留めておき、体内から出すことはない。しかし、主人公は普通の苗床蟲とは異なり、一定以上経過して過去の記憶を失い、さらには主人公の血を受け継いで老化しなくなった獲物を体内から出して自由に行動させようとする。元々主人公の血の影響を強く受けているために主人公に呑み込まれても記憶を失っていない鈴蘭は、主人公の行動を、永遠に生きる種族を作るという当初の目的が理由になっていると推測している。
なお、狩場に本来紛れ込むはずのない男性キャラクターの凪は、閉鎖空間を作り出す苗床蟲の能力を受け継いでいる、千理によって作り出された幻（但し、他の閉鎖空間を構成する非生命体同様、実体を伴ったもの）である。凪が舞鳥のそばではなく千理のそばに出現するのは、そのためである。本来の凪は、本作の舞台の約1ヶ月前、央華付属校の全校生徒が参加する（卒業生と在校生の想い出の場という意味を持つ）修学旅行の直後に事故によって入院中となっており、事故に関与する3人（千理、舞鳥、七海）はショックからそのことを本作後期になるまで忘れている。

## スタッフ
- スクリプト、シナリオ、グラフィック、企画進行 : ベェーカリィー
- キャラクター原画、彩色 : kso
- BGM : T.M.BACH